# Delfín Tenesaca
Delfín Tenesaca (* 1963 in Mayorazgo, Provinz Chimborazo) ist ein ecuadorianischer Landwirt und Politiker mit ethnischem Kichwa-Hintergrund (Puruhá) und seit 2009 Vorsitzender der indigenen Organisation ECUARUNARI.
Delfín Tenesaca wurde als Angehöriger der Kichwa-Ethnie Puruhá im Dorf Mayorazgo (Chimborazo) als einer von elf Geschwistern geboren, von denen drei als Kinder starben.
Mit 19 Jahren lernte er als Schüler des katholischen Bischofs von Riobamba Monseñor Leonidas Proaño die Theologie der Befreiung kennen. Das Angebot, eine Laufbahn als Priester einzuschlagen, lehnte er mit der Begründung ab, da er Indigener sei, sündhaft zu sein und als Armer über keine Ressourcen zu verfügen.
2005 wurde er für drei Jahre zum Präsidenten des Bündnisses der Indigenenbewegung Chimborazo (Confederación del Movimiento Indígena de Chimborazo) COMICH gewählt. Im Dezember 2009 trat er die Nachfolge von Humberto Cholango als Vorsitzender von ECUARUNARI an, zu dem er einstimmig gewählt wurde.
Delfín Tenesaca ist mit der vier Jahre jüngeren María Victoria Cujilema verheiratet, mit der er zwei Töchter und drei Söhne hat und in der Gemeinde Shuyo bei Riobamba lebt.